# Veinte de Noviembre, Hueyapan de Ocampo
Veinte de Noviembre är en ort i Mexiko.   Den ligger i kommunen Hueyapan de Ocampo och delstaten Veracruz, i den sydöstra delen av landet, 500 km öster om huvudstaden Mexico City. Veinte de Noviembre ligger 586 meter över havet och antalet invånare är 119.
Terrängen runt Veinte de Noviembre är kuperad. Runt Veinte de Noviembre är det ganska tätbefolkat, med 56 invånare per kvadratkilometer. Närmaste större samhälle är Corral Nuevo, 17,1 km sydväst om Veinte de Noviembre. Omgivningarna runt Veinte de Noviembre är en mosaik av jordbruksmark och naturlig växtlighet.